# Ingrid Bjoner
Ingrid Bjoner (ur. 8 listopada 1927 w Kråkstad, zm. 4 września 2006 w Oslo) – norweska śpiewaczka operowa, sopran.

## Życiorys
Ukończyła farmację na Uniwersytecie w Oslo (1951) i dopiero później podjęła naukę śpiewu. Kształciła się w Oslo u Gudrun Boellemose, we Frankfurcie nad Menem u Paula Lohmanna i w Nowym Jorku u Ellen Repp. Debiutowała w 1956 roku w norweskim radio w radiowej realizacji Zmierzchu bogów, gdzie zaśpiewała partie Trzeciej Norny i Gutruny. Na scenie wystąpiła po raz pierwszy w 1957 roku w roli Donny Anny w Don Giovannim. W 1957 roku występowała w Sztokholmie, następnie w latach 1957–1959 w Wuppertalu. Od 1959 do 1961 roku należała do zespołu Deutsche Oper am Rhein w Düsseldorfie, skąd w 1961 roku przeniosła się do Bayerische Staatsoper w Monachium. W 1960 roku na festiwalu w Bayreuth kreowała role Freji i Gudruny w Pierścieniu Nibelunga. W 1961 roku śpiewała w Warszawie. W tym samym roku jako Elza w Lohengrinie debiutowała w Metropolitan Opera w Nowym Jorku, gdzie śpiewała do 1968 roku i ponownie w sezonach 1971/1972 i 1974/1975. W 1970 roku wykonała partię Leonory w Fideliu na festiwalu w Salzburgu. W 1974 roku w nowojorskiej Carnegie Hall wzięła udział w amerykańskiej premierze Doktora Fausta Ferruccio Busoniego. Wykładała w Królewskim Duńskim Konserwatorium Muzycznym w Kopenhadze (od 1991) i w Norges musikkhøgskole w Oslo (od 1992).
Zasłynęła jako odtwórczyni ról sopranowych w operach Richarda Wagnera, Giuseppe Verdiego i Richarda Straussa. W 1964 roku odznaczona została Orderem Świętego Olafa.